# Gasshō
Gasshō (jap. 合掌) – (1) składanie rąk do modlitwy, modlić się do Buddy poprzez złożenie płasko dłoni na wysokości głowy lub piersi, w postawie stojącej; (2) trójkątna rama dachu krytego strzechą
W Reiki złożone dłonie, jak do modlitwy chrześcijańskiej, podniesione na wysokość serca.

## Zobacz  też
- Zabytkowe wioski regionów Shirakawa-gō i Gokayama